# 万方IPTV平台
万方是朝鲜中央广播电视委员会建立的网络机顶盒播出平台，也是朝鲜政府向本国民众传播重要资讯的主要渠道之一。
万方为应对Netflix和Roku等流媒体平台以及产自中国的Notel的流行而建立，仅向平壤、新义州和沙里院的居民提供。因朝鲜奉行孤立主义，该产品不可接入互联网，而以基于IPTV协议的国家控制的内联网服务，其属性是IPTV还是VOD有待定论，但据称是二者的结合体。
万方是运用独立机顶盒运行的网络协议电视，机顶盒须先连接调制解调器，再连入电话线。机顶盒可通过HDMI线连接。

## 服务内容
除VOD功能外，「万方」平台另提供四路电视频道和一路广播频道的直播： 
| 频道号 | 频道名                       | 谚文名 |
| ------ | ---------------------------- | ------ |
| 1      | 朝鲜中央电视台               |        |
| 2      | 万寿台电视台                 |        |
| 3      | 龙南山电视台                 |        |
| 4      | 体育电视台                   |        |
| 5      | 中央广播（朝鲜中央广播电台） |        |

用户还可通过「万方」服务找到有关朝鲜最高领导人和主体思想的相关内容，并阅读报纸劳动新闻和朝中社（KCNA）的文章，该服务亦可对朝鲜各企业的员工进行远程教育。

## 可用性
据朝鲜中央电视台（KCTV）的报道，「万方」的服务范围不仅局限在平壤，还为沙里院和新义州的公民提供服务。KCTV指出，这些地区对万方IPTV的需求极高，使用此服务的人有数百名。 